# Морозов, Сергей Юрьевич
Сергей Юрьевич Морозов (укр. Сергій Юрійович Морозов; 30 апреля 1950, Киев — 22 октября 2021, Киев) — советский и украинский футболист, тренер. Чемпион СССР в составе ворошиловградской «Зари». Провёл один матч за сборную СССР. Мастер спорта СССР (1972). Заслуженный тренер Украины, заслуженный работник физической культуры и спорта Украины.

## Биография
Играть в футбол начал в команде гражданского флота, первый тренер — Аркадий Ларионов. В четырнадцатилетнем возрасте был приглашён в спортивную школу киевского «Динамо». В основную команду киевлян не попал из-за перелома ноги, полученного в товарищеском матче против «Арарата».
В 1968 году перешёл в винницкий «Локомотив».
В 1969 году был приглашён Олегом Базилевичем в черниговскую «Десну». В следующем сезоне выступал в кадиевском «Шахтёре».
В 1971 году перешёл в ворошиловградскую «Зарю», вместе с которой, в сезоне 1972 стал чемпионом страны. В 1972 году сыграл единственный в карьере матч за сборную СССР. В этом же году был в числе кандидатов сборной на чемпионат Европы 1972, однако, из-за перелома ключицы в состав так и не попал.
В 1973 году получил повестку в армию. С 1974 по 1977 выступал за московский ЦСКА.
В 1977 году из-за конфликта с руководством команды принял решение завершить карьеру футболиста. В 1978 году поступил в Высшую школу тренеров.
В 1979—1980 годах работал помощником главного тренера в московском ЦСКА.
В 1980—1985 тренировал команду ГСВГ. При нём команда трижды становилась чемпионом Вооруженных сил СССР.
В 1986 году возглавил смоленскую «Искру», вместе с которой в 1987 году стал победителем первой зоны второй лиги.
В 1991—1992 возглавлял «Динамо-Газовик».
В 1993 году был приглашён в китайскую команду «Шоуган», вместе с которой вышел в первую лигу. В 1994 году тренировал «Шэньян». В апреле 1995 возглавил винницкую «Ниву». В сезоне 1995/96 дошёл с клубом до финала Кубка Украины.
В 1997 (по июнь) был главным тренером туркменской «Нисы».
С июля 1997 возглавил ЦСКА (Киев), где проработал только полсезона. Со 2-й половины сезона — главный тренер клуба 2-й лиги «Борисфен».
По окончании 1-й половины сезона 1999/2000 покинул Борисполь. В ноябре 1999 возглавил «Прикарпатье», но удержаться с клубом в высшей лиге не сумел. В июле 2000 одержал с клубом две победы в турнире 1-й лиги, однако вскоре покинул команду.
С августа 2000 по июнь 2001 — главный тренер «Ворсклы». Клуб при нём занял 14-е место в высшей лиге чемпионата Украины.
С сентября 2008 и до конца жизни — футбольный аналитик каналов «Украина» и «Футбол»..
Умер от последствий коронавируса 22 октября 2021 года Похоронен на Совском кладбище в Киеве.

## Достижения
- Чемпион СССР: 1972.